# Newton-Lacy-Pierce-Preis für Astronomie
Der Newton-Lacy-Pierce-Preis für Astronomie wird jährlich von der American Astronomical Society an einen der jungen nordamerikanischen Astronomen im Alter bis zu 36 Jahren für außerordentliche Leistungen in der beobachtenden Astronomie vergeben. Der Preis ist nach dem amerikanischen Astronomen Newton Lacy Pierce (1905–1950) benannt.

## Preisträger
- 1974 Edwin M. Kellogg
- 1975 Eric Becklin
- 1976 James Roger Angel
- 1977 Donald N.B. Hall
- 1978 James Moran
- 1979 D. Harper
- 1980 Jack Baldwin
- 1981 Bruce Margon
- 1982 Marc Davis
- 1983 Alan Dressler
- 1984 Marc Aaronson, Jeremy R. Mould
- 1985 Richard G. Kron
- 1986 Reinhard Genzel
- 1987 Donald E. Winget
- 1988 Sallie L. Baliunas
- 1989 Harriet L. Dinerstein
- 1990 Kristen Sellgren
- 1991 Kenneth G. Libbrecht
- 1992 Alexei Filippenko
- 1993 Arlin P.S. Crotts
- 1994  Nicht vergeben
- 1995 Andrew McWilliam
- 1996 Michael Strauss
- 1997 Alyssa A. Goodman
- 1998 Andrea Ghez
- 1999 Dennis F. Zaritsky
- 2000 Kirpal Nandra
- 2001 Kenneth R. Sembach
- 2002 Amy Barger
- 2003 Xiaohui Fan
- 2004 Niel Brandt
- 2005 Andrew Blain
- 2006 Bryan Gaensler
- 2007 Nicht vergeben
- 2008 Lisa Kewley
- 2009 Joshua Bloom
- 2010 Tommaso Treu
- 2011 Gaspar Bakos
- 2012 John A. Johnson
- 2013 Jason Kalirai
- 2014 Nadia L. Zakamska
- 2015 Heather A. Knutson
- 2016 Karin Öberg
- 2017 Evan Kirby
- 2018 Caitlin Casey
- 2019 Daniel R. Weisz
- 2020 Emily Levesque
- 2021 Courtney Dressing
- 2022 Erin Kara
- 2023 Renee Ludlam
- 2024 Maria Drout
- 2025 Andrew Vanderburg